# 真!!男塾
『真!!男塾』（しん おとこじゅく）は、宮下あきらによる日本の漫画作品。『週刊漫画ゴラク』（日本文芸社）にて、2016年12月24日号から2019年4月26日号まで隔号連載。男塾創立後の江田島平八の活躍を描く。

## 登場人物

### 男塾関係者
江田島平八
全国のドグサレ共を集めて鍛え上げ、やがて文化・政治・経済あらゆる分野で日本のカジをとっていく人物を育てるのを目論み、33歳の頃に男塾を立ち上げる。「俺が男塾塾長 江田島平八である!!」がキメ台詞。
鬼ヒゲ
本名鬼田軍吉。道端でアメリカ軍の横流し品を扱う商売をしていた、軍服姿の男。南方作戦からの復員兵で、多くの仲間たちが戦死し自分だけ生き残ったとして生きる目的を見失っていたが、死をも恐れぬ平八の男気に惚れ込んで一生ついていくと誓う。
飛行帽
かつては軍学校の教員として若者たちを戦地に向かわせて死なせ、自分だけが生き残っていることを理不尽に思い、鉄カブトと共にヒロポン中毒になって自暴自棄な日々を過ごしていた。
平八と鬼ヒゲが出会った場所で、鉄カブトと共に路面電車をジャックしていたが、平八に敗北し逮捕され、出所後に平八に復讐しようとしたが敗北、彼らの心中を汲んだ平八により男塾教官となる。
鉄カブト
飛行帽と同じ、かつては軍学校の教員として若者たちを戦地に向かわせ死なせたことを理不尽に思い、飛行帽と共にヒロポン中毒になって自暴自棄な日々を過ごしていた。後に飛行帽と共に男塾教官となる。
D・トランプ
アメリカから外来したお坊ちゃま。12歳。打倒江田島のためにコロシアムに参加させて髪の下にトランプを隠すなど卑怯な手段を使ったが、見破られて敗北。息子の根性を叩き直してほしいと父親からの願いで男塾に入塾。後に不動産王を経て第45代大統領となり、男塾があったからこそ今の自分があると後に語る。また、就任式では江田島を来賓として招待しており、開口一番「押忍!!」と叫んでいる。
市松団十郎
歌舞伎役者。鬼をも震え上がらせる大見栄を切ってのニラミを極めることができず、男塾を志願する。
森田篤
公安の刺客として、平八の命を狙う。後に公安を辞めて男塾に志願する。
カクエイ
北国の山村の出身で、総理になって全国の交通網を整備して日本を豊かにするという夢を抱いて上京した男。終戦後の混乱による役所の手違いで男塾の敷地の所有権がダブってしまい、所有権を巡り平八と直進行軍で勝負するも敗北、平八の男気に惚れ、男塾第1期生第1号として入塾する。後に総理の夢を叶えて日本を豊かにした彼は、男塾で過ごした熱い日々を忘れたことは決してないと語っている。

### 政府関係者
岸田総理
平八の戦時中の武勇伝を知る人物。平八を危険視して刺客を差し向ける。
加護山
岸田首相に金を積んで、国有地を格安で払い下げてもらい、学校建設を目論む。合気道の達人で、秘奥義は忖度衝波（しかし実はイカサマ）。

## 書誌情報
- 宮下あきら 『真!!男塾』 日本文芸社〈ニチブンコミックス〉、全6巻
  1. 2017年5月29日発売 ISBN 978-4-537-13585-5
  2. 2017年10月28日発売 ISBN 978-4-537-13643-2
  3. 2018年3月29日発売 ISBN 978-4-537-13717-0
  4. 2018年7月19日発売 ISBN 978-4-537-13777-4
  5. 2018年11月19日発売 ISBN 978-4-537-13852-8
  6. 2019年7月29日発売 ISBN 978-4-537-13950-1